# Ostvik
Ostvik is een plaats in de gemeente Skellefteå in het landschap Västerbotten en de provincie Västerbottens län in Zweden. De plaats heeft 392 inwoners (2005) en een oppervlakte van 74 hectare. De plaats ligt aan het meertje Brännträsket en de Europese weg 4 loopt net ten westen van het dorp.